# Waddle Village
Waddle Village es una villa de Trinidad y Tobago, que forma parte de la región de Siparia.

## Geografía
La villa abarca parte de la isla Trinidad y limita al norte con Sudama Village, al sur con Santa Flora y Danny Village, al este con Quarry Village y al oeste con Jacob Village.

## Demografía
Datos demográficos de la villa de Waddle Village:
| Gráfica de evolución demográfica de Waddle Village entre 2000 y 2011 |
|                                                                      |